# 原野一博
原野 一博（はらの かずひろ、1949年12月17日- ）は、山口県出身の元プロ野球選手（投手）。

## 来歴・人物
山口龍谷高から、1967年にドラフト外で近鉄バファローズにテスト入団。
サイドスローからのシンカーを武器とする投手だったが、主に打撃投手専門で、一軍に上がれず1971年に引退した。
引退後は競輪選手を目指したが、詳細は不明。

## 詳細情報

### 年度別投手成績
- 一軍公式戦出場なし

### 背番号
- 75 （1968年 - 1969年）
- 55 （1970年 - 1971年）